# Phoneme der Gebärdensprachen
Als Phoneme der Gebärdensprachen bezeichnet man die Bestandteile von Gebärden. Die Phoneme werden in manuelle, nicht-manuelle und orale Komponenten eingeteilt. Besonders die Gruppe der oralen Komponenten ist umstritten.
Die Phoneme in Gebärdensprachen sind Bündel von Artikulationsmerkmalen. William Stokoe war der erste Wissenschaftler, der das phonemische System von Gebärdensprachen am Beispiel der ASL beschrieb. Genau wie in gesprochenen Sprachen entstehen Phoneme, wenn Merkmale kombiniert werden.
Stokoes Terminologie wird von Forschern heute nicht mehr verwendet, um die Phoneme von Gebärdensprachen zu beschreiben, da die ASL oder andere Gebärdensprachen nicht nur aus manuellen Parametern bestehen. Ausgefeiltere Modelle der Gebärdensprachenphonologie wurden seitdem von Brentari, Sandler und Van der Kooij vorgeschlagen.
Cherologie und Chereme (aus dem Altgriechischen χείρ – Hand, Allocheren als Gegenstück zum Allophon) sind Synonyme für Phonologie und Phonem, die früher in der Gebärdensprachenforschung verwendet wurden. Ein Chereme als Grundeinheit der Gebärdenkommunikation ist funktionell und psychologisch den Phonemen gesprochener Sprachen gleichwertig und wurde in der wissenschaftlichen Literatur durch diesen Begriff ersetzt. Cherologie als die Untersuchung von Cheremen in der Sprache ist daher der Phonologie gleichwertig. Die Begriffe werden nicht mehr verwendet. Stattdessen werden die Begriffe Phonologie und Phonem (oder Unterscheidungsmerkmal) verwendet, um die linguistischen Ähnlichkeiten zwischen Gebärden- und Lautsprachen hervorzuheben.
Die Begriffe wurden 1960 von William Stokoe an der Gallaudet University geprägt, um Gebärdensprachen als echte und vollständige Sprachen zu beschreiben. Einst eine umstrittene Idee, ist diese Position heute in der Linguistik allgemein anerkannt. Stokoes Terminologie wurde jedoch weitgehend aufgegeben.

## Manuelle Komponenten
Die manuellen Komponenten bestehen aus Elementen der distinktiven Merkmalsklassen Handform, Handstellung (Handorientierung), Ausführungsstelle und Bewegung.
Ändert sich ein Element einer dieser Klassen, so kann eine Gebärde mit völlig anderer Bedeutung entstehen. Zwei Gebärden, die sich nur in einem Element unterscheiden, werden als Minimalpaar bezeichnet. Dadurch wird bewiesen, dass die 4 Komponenten/Elemente von Gebärdensprachen eine ähnliche Bedeutung haben wie die Phoneme der Lautsprachen.
In Gebärdensprachen bezeichnet die Handform die charakteristische Stellung der Hände beim Bilden von Wörtern bzw. Gebärden. In verschiedenen Gebärdensprachen werden unterschiedliche Handformen verwendet.
Die Handstellung (Orientierung) ist der charakteristische relative Grad der Drehung der Hand beim Gebärden.
Die Ausführungsstelle in der Gebärdensprache bezieht sich auf bestimmte Stellen, die die Hände einnehmen, wenn sie mit ihnen Gebärden bilden. Eine bestimmte Angabe einer Lage, beispielsweise der Brust oder der Schläfe, kann als Phonem betrachtet werden. Unterschiedliche Gebärdensprachen können unterschiedliche Lagen verwenden. Mit anderen Worten: unterschiedliche Gebärdensprachen können über unterschiedliche Inventare an Lagephonemen verfügen.
Bewegungen bezeichnen die charakteristischen Handbewegungen, aus denen Gebärden gebildet werden. Unterschiedliche Gebärdensprachen verwenden unterschiedliche Bewegungsarten. Einige Behandlungsweisen unterscheiden zwischen Bewegung und Halten – Gebärden oder Teile von Gebärden, die eine Bewegung beinhalten, und solchen, bei denen die Hände still gehalten werden.

## Nicht-manuelle Komponenten
Nicht-manuelle Komponenten sind Bestandteile von Gebärdensprachen, bei denen die Hände nicht verwendet werden. Sie sind grammatikalisiert und ein notwendiger Bestandteil vieler Gebärden, genau wie manuelle Merkmale. Nichtmanuelle Merkmale erfüllen eine ähnliche Funktion wie die Intonation in gesprochenen Sprachen.
Die nicht-manuellen Komponenten können aus Bewegungen von Augen (Blickrichtung und Augenbrauen), Mund und Gesicht (Mimik) sowie Kopf- und Körperhaltung bestehen.
Diese Elemente laufen in der Regel parallel mit den manuellen Komponenten im Gebärdenraum ab.

## Orale Komponenten
Die oralen Komponenten bezeichnen die visuell wahrnehmbare Haltung des unteren Gesichtsbereichs und der Lippen bei der Produktion von Worten oder Lauten.
Die oralen Komponenten werden in Mundgestik und Mundbild eingeteilt.